# Nikolaj Lie Kaas
Nikolaj Lie Kaas (ur. 22 maja 1973 w Rødovre) – duński aktor filmowy i telewizyjny. Jeden z najsłynniejszych, obok Madsa Mikkelsena i Nicolaja Coster-Waldau (Jaime Lannister z Gry o tron), duńskich aktorów robiących karierę za granicą.

## Życiorys

### Wczesne lata
Urodził się w Rødovre. Jego matka, Anne Mari Lie (1945–1989), była aktorką i pisarką, a ojciec, Preben Kaas (1930-1981), był lubianym komikiem i aktorem znanym z występu jako Harry „Dynamit” z popularnej serii o gangu Olsena. Kiedy miał dwa lata jego rodzice rozwiedli się. Jego przyrodni brat Jeppe Kaas jest dyrygentem i kompozytorem muzyki filmowej. Wychowywał się w Glostrup. W 1998 ukończył Narodową Szkołę Teatralną w Kopenhadze.

### Kariera
W 1991 zadebiutował w wieku osiemnastu lat jako zbuntowany syn zdrajcy Otto Hvidmann w dramacie Sørena Kragha-Jacobsena Chłopcy Świętego Piotra (Drengene fra Sankt Petri), który rozgrywa się podczas II wojny światowej. Za debiutancką rolę otrzymał nagrodę Bodil od Duńskiego Stowarzyszenia Krytyków Filmowych i zdobył nagrodę Duńskiej Akademii Filmowej na Robert Festival za najlepszą męską rolę drugoplanową. Po występie jako Carl III w biograficznym dramacie muzycznym Moje fyńskie dzieciństwo (Min fynske barndom, 1994) u boku Jespera Christensena i jako Jacob w dreszczowcu Davids bog (1996) na podstawie scenariusza Andersa Thomasa Jensena z Peterem Gantzlerem, zagrał postać Jeppe’a w dramacie psychologicznym Larsa von Triera Idioci (Idioterne, 1998) z Jensem Albinusem, która przyniosła mu kolejną nagrodę Duńskiego Stowarzyszenia Krytyków Filmowych.
W 2003 otrzymał tytuł Shooting Star na festiwalu Berlinale. W psychologicznym dreszczowcu wojennym Susanne Bier Bracia (Brødre, 2004) z Connie Nielsen i Ulrichem Thomsenem wcielił się w postać Jannika. W czarnej komedii Andersa Thomasa Jensena Jabłka Adama (Adams Æbler, 2005) u boku Ulricha Thomsena, Madsa Mikkelsena i Nicolasa Bro pojawił się jako Holger. W dreszczowcu Kandydat (Kandidaten, 2009) wystąpił w roli ambitnego prawnika Jonasa Bechmanna. W ekranizacji powieści Dana Browna Anioły i demony (Angels & Demons, 2009) w reżyserii Rona Howarda z Tomem Hanksem zagrał zabójcę. W niemiecko-kanadyjskim biograficznym dramacie kryminalnym Niewygodna prawda (The Whistleblower, 2010), wstrząsającej opowieści o handlu kobietami, z Rachel Weisz w roli głównej jako Kathryn Bolkovac, wystąpił jako policjant Jan Van Der Velde. W filmie kryminalnym Zabójcy bażantów (Fasandræberne, 2014) z udziałem Faresa Faresa i Piloua Asbæka i Davida Dencika zagrał główną rolę detektywa Carla Mørckah.
Podkładał głos postaci Rottena Remya w Ratatuj, Chicken Joe w Na fali, Kenai w Mój brat niedźwiedź i Mój brat niedźwiedź 2 oraz Tarzana w Tarzanie.
W 2009, 2011, 2012 i 2017 był gospodarzem gali wręczenia nagród Zulu Comedy Galla. W 2018 prowadził konferencję z księciem Danii Fryderykiem.

## Życie prywatne
W 2003 związał się z Anne Langkilde, stylistką, którą poślubił 1 sierpnia 2008. Mają dwie córki: Gerdę (ur. 2006) i Esther Marie (ur. 2010).

## Filmografia
- 1991: Chłopcy świętego Piotra (Drengene fra Sankt Petri) jako Otto Hvidmann
- 1998: Idioci (Idioterne) jako Jeppe
- 1999: W Chinach jedzą psy (I Kina spiser de hunde) jako Martin
- 2000: Migające światła (Blinkende lygter) jako Stefan
- 2003: Zieloni rzeźnicy (De grønne slagtere) jako Bjarne/Eigil
- 2003: Dogville jako Tom
- 2003: Rekonstrukcja jako Alex
- 2005: Jabłka Adama (Adams Æbler) jako Holger
- 2006: Połowiczny rozpad Timofieja Bierezina (Pu-239) jako Tusk
- 2008: Kandydat (Kandidaten) jako Jonas Bechmann
- 2009: Anioły i demony (Angels & Demons) jako pan Gray
- 2009: Ved verdens ende jako Adrian Gabrielsen